# Syndicat mixte du Pays du Haut Entre-deux-Mers
Le syndicat mixte du Pays du Haut Entre-deux-Mers, écourté en Pays du Haut Entre-deux-Mers et abrégé en Pays HE2M, était un syndicat qui regroupe 58 communes du département de la Gironde, en région Nouvelle-Aquitaine.
Il correspond à la partie sud-est de la région historique de l'Entre-deux-Mers.

## Historique
Créé le 13 juin 2005 par arrêté préfectoral, le syndicat mixte du Pays du Haut Entre-deux-Mers regroupait quatre communautés de communes, savoir celle du Réolais (23 communes), celle du Sauveterrois (16 communes), celle du Pays de Pellegrue (9 communes) et celle du Monségurais (15 communes) soit 63 communes.
Le 1er janvier 2014, divers arrêtés préfectoraux ont réorganisé les structures desdites communautés de communes :
- en réunissant la communauté de communes du Réolais, celle du Pays d'Auros (12 communes) et trois communes de celle du Monségurais dans un nouvel EPCI, la communauté de communes du Réolais en Sud Gironde,
- en augmentant la communauté de communes du Sauveterrois de 12 communes issues de celle du Monségurais et de quatre communes issues de celle du Pays de Pellegrue (les cinq autres communes étant rattachées à la communauté de communes du pays Foyen.

La nouvelle organisation est entrée en vigueur à la même date et a été actée par arrêté préfectoral en date du 6 février 2014

Cependant, les 12 communes anciennement membres de la communauté de communes du Pays d'Auros continuent d'adhérer au syndicat mixte du Pays des Rives de Garonne et ne sont pas concernées par le Pays du Haut Entre-deux-Mers.

Seules les 26 communes de la communauté de communes du Réolais en Sud Gironde anciennement membres de la communauté de communes du Réolais et les 32 communes de la communauté de communes du Sauveterrois en font partie.
Le syndicat est dissout le 1er janvier 2018.

## Administration
L'administration du syndicat mixte repose sur 27 délégués titulaires, à raison de 17 délégués pour le Réolais en Sud Gironde et 10 pour le Sauveterrois.
| Période                                  | Période  | Identité          | Étiquette | Qualité |
| ---------------------------------------- | -------- | ----------------- | --------- | --- |
| 2005                                     | 2008     | Bernard Castagnet | PS        | Ancien maire de La Réole (2001-2014), adjoint au maire de La Réole (2014- 2020), Ancien président de la Cdc du Réolais en Sud Gironde |
| 2008                                     | En cours | Solange Ménival   | PS        | Adjointe au maire de La Réole (2008-), vice-présidente au Conseil régional d'Aquitaine                                                |
| Les données manquantes sont à compléter. |          |                   |           | |

Le président est assisté de deux vice-présidents, un pour chaque communauté de communes, :
- Bernard Castagnet, président de la communauté de communes du Réolais en Sud Gironde, ancien maire de La Réole, ancien président de la communauté de communes du Réolais,
- Yves d'Amécourt, président de la communauté de communes du Sauveterrois, maire de Sauveterre-de-Guyenne.

## Composition
| Nom                         | Code Insee | Gentilé          | Superficie (km2) | Population (dernière pop. légale) | Densité (hab./km2) |
| --------------------------- | ---------- | ---------------- | ---------------- | --------------------------------- | ------------------ |
| La Réole (siège)            | 33352      | Réolais          | 12,53            | 4 091 (2014)                      | 326                |
| Bagas                       | 33024      | Bagassons        | 3,63             | 293 (2014)                        | 81                 |
| Blaignac                    | 33054      | Blaignacais      | 3,18             | 293 (2014)                        | 92                 |
| Bourdelles                  | 33066      | Bourdellais      | 7,06             | 103 (2014)                        | 15                 |
| Camiran                     | 33087      | Camiranais       | 5,80             | 421 (2014)                        | 73                 |
| Casseuil                    | 33102      | Casseuillais     | 6,34             | 396 (2014)                        | 62                 |
| Les Esseintes               | 33158      | Esseintais       | 5,10             | 249 (2014)                        | 49                 |
| Floudès                     | 33169      | Floudésiens      | 3,70             | 84 (2014)                         | 23                 |
| Fontet                      | 33170      | Fontésiens       | 7,67             | 821 (2014)                        | 107                |
| Fossès-et-Baleyssac         | 33171      | Baleyssacois     | 9,40             | 197 (2014)                        | 21                 |
| Gironde-sur-Dropt           | 33187      | Girondais        | 8,84             | 1 230 (2014)                      | 139                |
| Hure                        | 33204      | Hurois           | 7,09             | 506 (2014)                        | 71                 |
| Mongauzy                    | 33287      | Mongauzyns       | 6,84             | 604 (2014)                        | 88                 |
| Morizès                     | 33294      | Morizéens        | 5,87             | 528 (2014)                        | 90                 |
| Noaillac                    | 33306      | Noaillacais      | 7,94             | 427 (2014)                        | 54                 |
| Monségur                    | 33289      | Monségurois      | 9,91             | 1 462 (2014)                      | 148                |
| Montagoudin                 | 33291      | Montagoudinois   | 3,34             | 183 (2014)                        | 55                 |
| Lamothe-Landerron           | 33221      | Lamothais        | 9,18             | 1 173 (2014)                      | 128                |
| Loubens                     | 33250      | Loubatons        | 5,89             | 301 (2014)                        | 51                 |
| Loupiac-de-la-Réole         | 33254      | Loupiacais       | 5,32             | 489 (2014)                        | 92                 |
| Roquebrune                  | 33359      | Roquebrunais     | 6,52             | 259 (2014)                        | 40                 |
| Saint-Exupéry               | 33398      | Exupériens       | 4,19             | 163 (2014)                        | 39                 |
| Saint-Hilaire-de-la-Noaille | 33418      | Saint-Hilairois  | 11,45            | 382 (2014)                        | 33                 |
| Saint-Michel-de-Lapujade    | 33453      | Lapujadais       | 7,47             | 214 (2014)                        | 29                 |
| Saint-Sève                  | 33479      | Saint-Sévais     | 4,80             | 240 (2014)                        | 50                 |
| Saint-Vivien-de-Monségur    | 33491      | Saint-Viviennais | 15,83            | 365 (2014)                        | 23                 |

| Nom                           | Code Insee | Gentilé          | Superficie (km2) | Population (dernière pop. légale) | Densité (hab./km2) |
| ----------------------------- | ---------- | ---------------- | ---------------- | --------------------------------- | ------------------ |
| Sauveterre-de-Guyenne (siège) | 33506      | Sauveterriens    | 31,75            | 1 793 (2014)                      | 56                 |
| Blasimon                      | 33057      | Blasimonais      | 29,76            | 908 (2014)                        | 31                 |
| Castelmoron-d'Albret          | 33103      | Castelmoronais   | 0,04             | 51 (2014)                         | 1 275              |
| Castelviel                    | 33105      | Castelvieillois  | 8,02             | 202 (2014)                        | 25                 |
| Caumont                       | 33112      | Caumontois       | 7,58             | 159 (2014)                        | 21                 |
| Cazaugitat                    | 33117      | Cazaugitais      | 14,35            | 245 (2014)                        | 17                 |
| Cleyrac                       | 33129      | Cleyracais       | 6,07             | 158 (2014)                        | 26                 |
| Coirac                        | 33131      | Coiracais        | 5,76             | 206 (2014)                        | 36                 |
| Cours-de-Monségur             | 33136      | Coursois         | 9,64             | 283 (2014)                        | 29                 |
| Coutures                      | 33139      |                  | 3,40             | 103 (2014)                        | 30                 |
| Daubèze                       | 33149      | Daubéziens       | 5,63             | 147 (2014)                        | 26                 |
| Dieulivol                     | 33150      | Dieulivolais     | 10,47            | 318 (2014)                        | 30                 |
| Gornac                        | 33189      | Gornacais        | 8,35             | 411 (2014)                        | 49                 |
| Landerrouet-sur-Ségur         | 33224      | Landerrouetiens  | 3,14             | 97 (2014)                         | 31                 |
| Mauriac                       | 33278      | Mauriacais       | 10,02            | 263 (2014)                        | 26                 |
| Mesterrieux                   | 33283      | Mesterriais      | 3,59             | 201 (2014)                        | 56                 |
| Mourens                       | 33299      | Mourennais       | 10,63            | 384 (2014)                        | 36                 |
| Neuffons                      | 33304      | Neuffonais       | 4,67             | 159 (2014)                        | 34                 |
| Le Puy                        | 33345      | Podiens          | 8,15             | 382 (2014)                        | 47                 |
| Rimons                        | 33353      | Rimonais         | 14,38            | 198 (2014)                        | 14                 |
| Saint-Antoine-du-Queyret      | 33372      | Saint-Antoinais  | 6,85             | 73 (2014)                         | 11                 |
| Saint-Brice                   | 33379      | Saint-Brissois   | 5,76             | 312 (2014)                        | 54                 |
| Saint-Félix-de-Foncaude       | 33399      |                  | 10,33            | 297 (2014)                        | 29                 |
| Saint-Ferme                   | 33400      | Saint-Fermois    | 20,09            | 358 (2014)                        | 18                 |
| Saint-Hilaire-du-Bois         | 33419      | Saint-Hilairiens | 4,50             | 71 (2014)                         | 16                 |
| Saint-Martin-de-Lerm          | 33443      | Hermois          | 7,02             | 139 (2014)                        | 20                 |
| Saint-Martin-du-Puy           | 33446      | Martinois        | 9,10             | 192 (2014)                        | 21                 |
| Saint-Sulpice-de-Guilleragues | 33481      | Saint-Sulpiciens | 6,89             | 223 (2014)                        | 32                 |
| Saint-Sulpice-de-Pommiers     | 33482      | Saint-Sulpiciens | 9,82             | 236 (2014)                        | 24                 |
| Sainte-Gemme                  | 33404      | Saint-Gemmois    | 9,55             | 221 (2014)                        | 23                 |
| Soussac                       | 33516      | Soussacais       | 6,61             | 181 (2014)                        | 27                 |
| Taillecavat                   | 33520      | Loubatons        | 9,49             | 320 (2014)                        | 34                 |

## Compétences
- La contractualisation avec la région Nouvelle-Aquitaine qui permet de mobiliser des financements pour les projets du syndicat mixte de Pays, des communautés de communes, des communes et des autres structures du territoire,
- L’accompagnement des entreprises avec la démarche d’anticipation des besoins des entreprises locales autour de l’emploi et de la formation,
- Le développement économique avec l’accompagnement des porteurs de projets en phase de création-reprise-difficultés, les actions visant le maintien de l’agriculture et la promotion du territoire pour l’attractivité de nouveaux porteurs de projets et d’entreprises.

Un programme de rencontres et d'actions est mis en place pour accompagner les employeurs dans leurs fonctions et le développement de leurs ressources humaines et économiques sous le nom de REACTIF, (Réseau par l'Accompagnement des Compétences sur le Territoire, l'Innovation et la Formation).